# ذره شناسایی سیگنال
ذره شناسایی سیگنال (انگلیسی: Signal recognition particle; SRP) یک ریبونوکلئوپروتئین (مجموعه پروتئین-آران‌ای) فراوان، سیتوزولی، همگانی محافظت شده‌است که پروتئین‌های ویژهٔ شبکه آندوپلاسمی در یوکاریوت‌ها و غشای پلاسما در پروکاریوت‌ها را شناسایی و هدف قرار می‌دهد.

## پیشینه
کارکرد ذره شناسایی سیگنال با مطالعه پروتئین‌های ترشحی پردازش‌شده و پردازش‌نشده، به ویژه زنجیره‌های سبک ایمونوگلوبولین و پروپرولاکتین گاو کشف شد. پروتئین‌های تازه ساخته شده در یوکاریوت‌ها توالی‌های سیگنال آب‌گریز پایانه N را جابه‌جا می‌کنند و هنگامی که آن‌ها از ریبوزوم بیرون می‌آیند توسط ذره شناسایی سیگنال محدود می‌شوند.

## سازوکار
ذره شناسایی سیگنال در یوکاریوت‌ها در هنگام خروج یک پپتید تازه ساخته‌شده از ریبوزوم، به توالی سیگنال آن می‌پیوندد. این پیوند منجر به کند شدن ساخت پروتئین می‌شود که با نام «بازداشت کشیدگی» (انگلیسی: elongation arrest) شناخته می‌شود که یک عملکرد نگهدارندهٔ ذره شناسایی سیگنال است که پیوستگی ترجمه پروتئین و فرایند انتقال پروتئین را آسان می‌کند. ذره شناسایی سیگنال سپس همه این مجموعه (مجموعه زنجیره ریبوزوم-ناسنت) را در غشای شبکه آندوپلاسمی (ER) به کانال هدایت‌کننده پروتئین که به آن ترانسلوکون نیز گفته می‌شود، هدایت می‌کند. این رخداد از راه برهم‌کنش و پیوند ذره شناسایی سیگنال با گیرنده ذره شناسایی سیگنال همزاد آن رخ می‌دهد که در نزدیکی ترانسلوکون واقع شده‌است.
در یوکاریوت‌ها سه حوزه میان ذره شناسایی سیگنال و گیرنده آن وجود دارد که در اتصال و هیدرولیز گوانوزین تری‌فسفات (GTP) کار می‌کنند. این‌ها در دو زیرمجموعه مرتبط در گیرنده ذره شناسایی سیگنال (SRα و SRβ) و پروتئین ذره شناسایی سیگنال SRP54 (در باکتری‌ها با نام Ffh شناخته می‌شود) جای دارند. نشان داده شده‌است که اتصال هماهنگ گوانوزین تری‌فسفات توسط ذره شناسایی سیگنال و گیرنده ذره شناسایی سیگنال پیش‌نیاز هدف‌گیری موفقیت‌آمیز ذره شناسایی سیگنال به گیرنده ذره شناسایی سیگنال است.
زنجیره پپتیدی نوساخت با لنگر انداختن در کانال ترانسلوکون قرار می‌گیرد و در آنجا وارد شبکه آندوپلاسمی می‌شود. با آزاد شدن ذره شناسایی سیگنال از ریبوزوم، ساخت پروتئین از سر گرفته می‌شود. مجموعه ذره شناسایی سیگنال و گیرنده‌اش از راه هیدرولیز گوانوزین تری‌فسفات جدا شده و چرخه انتقال پروتئین با واسطه ذره شناسایی سیگنال ادامه می‌یابد.
پس از ورود به شبکه آندوپلاسمی، توالی سیگنال از پروتئین هسته توسط سیگنال پپتیداز شکسته می‌شود؛ بنابراین توالی‌های سیگنال بخشی از پروتئین‌های کامل نیستند.

## ترکیب
با وجود شبیه بودن کارکرد ذره شناسایی سیکنال در تمام جانداران، ترکیب آن بسیار گوناگون است. هسته آران‌ای-اس‌آرپی SRP54 با فعالیت جی‌تی‌پی‌آز در تمام زندگی یاخته‌ای مشترک است، اما برخی از زیرواحدهای پلی‌پپتیدی، ویژهٔ یوکاریوت‌ها هستند.
| یوکاریوت | باستانیان | باکتری        |
| -------- | --------- | ------------- |
| SRP9     | نه        | نه            |
| SRP14    | نه        | نه            |
| SRP19    | آری       | نه            |
| SRP54    | آری       | Ffh           |
| SRP72    | نه        | نه            |
| 7SL RNA  | آری       | 6SL/4.5SL RNA |

- مجموعه آران‌ای اس‌آرپی SRP19-7S.S SRP از M. jannaschii[۱۴]
- S-domain از اس‌آرپی انسان[۱۵]

## اتوآنتی‌بادی
آنتی‌بادی‌های ضد ذره شناسایی سیگنال به‌طور عمده با پلی‌میوزیت همراه هستند، اما چندان اختصاصی نیستند. برای افراد مبتلا به پلی‌میوزیت، وجود آنتی‌بادی‌های ضد اس‌آرپی با ضعف و آتروفی عضلانی برجسته‌تری همراه است.